# Бибиной
Бибиной — вулкан, расположен на острове о. Бакан, возле южной оконечности острова Хальмахера, в провинции Северное Малуку, в Индонезии.
Бибиной — стратовулкан, высотой 900 метров. Возле него находятся 2 похожих стратовулкана вулкана Ланса и Сонга. Сложены андезитами. К северу-западу от данного вулканического комплекса расположен вулкан Амасинг. Вулканической деятельности в исторический период не наблюдалось.